# ドゥメンツァ
ドゥメンツァ（伊: Dumenza）は、イタリア共和国ロンバルディア州ヴァレーゼ県にある、人口約1,500人の基礎自治体（コムーネ）。
スイスと国境を接する。

## 地理

### 位置・広がり

#### 隣接コムーネ
隣接するコムーネは以下の通り。括弧内のCH-TIはスイスティチーノ州所属。
- アグラ
- Astano (CH-TI)
- クリーリア・コン・モンテヴィアスコ
- ルイーノ
- マッカーニョ・コン・ピーノ・エ・ヴェッダスカ
- Miglieglia (CH-TI)
- Monteggio (CH-TI)
- Novaggio (CH-TI)
- Sessa (CH-TI)

### 地震分類
イタリアの地震リスク階級 (it) では、4 に分類される
。

## 行政

### 分離集落
ドゥメンツァには、以下の分離集落（フラツィオーネ）がある。
- Due Cossani, Runo, Stivigliano, Trezzino, Vignone, Torbera

## 出身の著名人
- ビンセンツォ・ペルージャ - モナ・リザを盗んだ人物として知られる。